# Chapelle de Bonnevaux
La chapelle de Bonnevaux est une chapelle catholique romaine située à Buno-Bonnevaux, en France.

## Localisation
La chapelle est située à 300 m au sud-est du bourg de Bonneveaux et à 1,6 km au nord du village de Buno-Bonnevaux proprement dit, dans le sud-est du département de l'Essonne. La chapelle occupe un terrain privé, en bordure d'une clairière au pied du plateau surplombant la vallée de l'Essonne.

## Historique
La chapelle date du XIIIe siècle. Il s'agit d'un vestige de l'ancienne église Saint-Sulpice de Bonnevaux. En effet, l'ancienne commune de Bonnevaux était indépendant de celle de Buno, avant la Révolution française, et disposait de sa propre église paroissiale. En 1794, alors que Bonnevaux se dépeuple, la commune est rattachée à celle de Buno. En 1816, l'état général de l'église étant fortement en ruine, et la commune ayant détruit le clocher et la nef, l'édifice est acheté par Mademoiselle d'Averton, propriétaire du château de Chevrainville voisin. Malgré son souhait de rétablir le culte dans cette chapelle, la chapelle est transformée en relais de chasse. Le lieu a fait l'objet de réaménagements, tant à l'intérieur (plancher, charpente), qu'aux abords, en 1959.
Elle est inscrite au titre des monuments historiques depuis 1950.

## Architecture
Le plan de la chapelle est rectangulaire. Depuis la destruction de la nef, au XIXe siècle, il ne reste de l'ancienne église que le chœur, et une travée la nef. En 1959, lors de travaux de restructuration, le volume de la chapelle a été coupé en deux, dans la hauteur, par un plancher en béton. Ce nouvel étage est accessible par un escalier métallique interne. Une cheminée, en brique, a également été intégré à la chapelle. La toiture, sur une charpente en bois, est couverte de tuiles. La chapelle est éclairée par deux vitraux latéraux, de chaque côté, ainsi que par un oculus et trois lancettes.